# Онман
Онман (Онмын) — мыс на арктическом побережье Чукотского моря западней Колючинской губы, в 30 км от посёлка Ванкарем. Относится к территории Иультинского района Чукотского автономного округа.
Название в переводе с чук. Онмын — «глубокий, далеко выдающийся в море».
Мыс Онман был впервые нанесён на карту во время Великой Северной экспедиции 1733—1743 гг. Более точное местоположение географической точки было определено в 1910 году гидрографической экспедицией на ледоколах Таймыр и Вайгач. В 1934 году здесь произошла авария самолета  Consolidated Fleetster  лётчика С. А. Леваневского, который направлялся на спасение экипажа ледокола Челюскин.
На мысе находятся небольшие колонии морских птиц — берингова баклана, крупных чаек, чистика и ипатки.
У обрывистого берега мыса Онман находится одноимённый навигационный световой знак.